# Битцевски парк
Битцевският парк (на руски: Битцевский парк) е сред най-големите горски паркове в Москва, Русия. Паркът, през който тече Битцевска река, е с големина около 22 квадратни километра и с дължина 10 км от север на юг.
Паркът има статут на природно-исторически обект. Включва в себе си много природни обекти със значително екологическо значение и историко-археологични паметници, имения и дворци. Той е дом на повече от 500 вида растения, сред които липа, дъб и красиви ели, засадени от синът на Михаил Катков през 19 век в тяхното имение. В парка са регистрирани 133 вида животни и 96 вида птици. За XXII летни олимпийски игри през 1980 година там е построен конно-спортен комплекс „Бица“, на който се провеждат състезанията по конен спорт и съвременен петобой.